# I Don't Know (Ozzy Osbourne)
I Don't Know è un singolo di Ozzy Osbourne contenuto nell'album d' esordio come solista Blizzard of Ozz.
Scritto dallo stesso Ozzy Osbourne insieme a Randy Rhoads e a Bob Daisley, viene pubblicato nel 1980 e contribuirà al lancio della sua carriera solista.

## Testo
Il brano parla di come ognuno sia il solo a conoscere cosa è bene per la propria esistenza.